# São Valério da Natividade
São Valério da Natividade este un oraș în Tocantins (TO), Brazilia.
1. ↑   https://web.archive.org/web/http://www.gabinetecivil.go.gov.br/leis_ordinarias/1988/lei_10420.htm Lipsește sau este vid: |title= (ajutor)